# O.C. Smith
O.C. Smith, född Ocie Lee Smith 21 juni 1932 i Mansfield, Louisiana, död 23 november 2001 i Los Angeles, Kalifornien, var en amerikansk soulsångare. Han började sin bana inom countrymusiken men gick sedan över till soul. Han fick sin första hit 1968 med "Son of Hickory Holler's Tramp" vilken bara slog igenom adekvat i hemlandet men blev en större hit i Storbritannien och även i Sverige. Hans största framgång i USA blev "Little Green Apples", som nådde plats #2 på Billboardlistan.
Han fortsatte släppa nytt material in på 1970- och 1980-talen, men någon mer stor hit blev det inte.